# 山本道隆
山本 道隆（やまもと みちたか）は、日本のアニメーター、キャラクターデザイナー。

## 参加作品

### テレビアニメ
- ドラえもん (1979年のテレビアニメ)（1990年、作画）
- 3丁目のタマ うちのタマ知りませんか?（1994年、原画）
- 烈火の炎（1997年、原画）
- こちら葛飾区亀有公園前派出所 （1998年、原画）
- 爆闘宣言ダイガンダー （2002年、原画）
- 遊☆戯☆王デュエルモンスターズ（2002年、原画）
- PEACE MAKER 鐵（2003年、原画）
- なるたる（2003年、原画）
- アイシールド21（2005年-2008年、作画監督、原画）
- 家庭教師ヒットマンREBORN!（2006年、作画監督）
- 神様家族（2006年、原画）
- 地球へ…（2007年、原画）
- ハヤテのごとく!（2007年、作画監督補佐、原画）
- 爆丸バトルブローラーズ （2007年、作画監督）
- 名探偵コナン（2007年 - 、作画監督、サブキャラクターデザイン、原画、OP原画、ED原画）
- MAGIC GIRLS（2008年、原画）
- とらドラ!（2008年、原画）
- 絶対可憐チルドレン （2008年、原画）
- スレイヤーズEVOLUTION-R（2008年、原画）
- 咲-Saki-（2009年、作画監督補佐）
- メタルファイト ベイブレード（2009年、作画監督）
- おとめ妖怪ざくろ（2010年、作画監督補佐、原画）
- 迷い猫オーバーラン!（2010年、原画）
- たまゆら〜もあぐれっしぶ〜（2010年、作画監督）
- ゴールデンタイム （2013年、原画）
- 食戟のソーマ （2015年、原画）
- 下ネタという概念が存在しない退屈な世界（2015年、作画監督、原画）
- 徒然チルドレン（2015年、原画）
- 冴えない彼女の育てかた（2015年、原画）
- デジモンユニバース アプリモンスターズ（2016年、原画）
- 最遊記RELOAD BLAST（2017年、原画）
- 俺が好きなのは妹だけど妹じゃない（2018年、作画監督[1]、原画）
- PERSONA5 the Animation（2018年、原画）
- Re:ステージ! ドリームデイズ♪（2019年、原画）
- 群れなせ!シートン学園（2020年、原画）
- デート・ア・ライブ（2020年、原画）
- ワールドトリガー 2ndシーズン（2021年、原画、OP原画）
- イジらないで、長瀞さん（2021年、作画監督）[2]
- 魔入りました!入間くん第2シリーズ（2021年、原画）
- ワールドトリガー 3rdシーズン（2021年、原画）
- CUE!（2022年、原画）
- ニンジャラ（2022年、原画）
- ONE PIECE （2022年、原画）
- 名探偵コナン ゼロの日常（2022年、作画監督）
- もっと!まじめにふまじめ かいけつゾロリ 第3シリーズ（2022年、原画）
- まちカドまぞく２丁目 (2022年、原画)
- 薔薇王の葬列（2022年、原画）
- デート・ア・ライブIV（2022年、作画監督）
- 転生賢者の異世界ライフ 〜第二の職業を得て、世界最強になりました〜（2022年、作画監督）
- 異世界ワンターンキル姉さん 〜姉同伴の異世界生活はじめました〜（2023年、作画監督）
- 葬送のフリーレン（2023年、原画）
- 星屑テレパス（2023年、原画）
- ガンダムビルドメタバース（2023年、原画）
- Paradox Live THE ANIMATION（2023年、原画）
- 佐々木とピーちゃん（2024年、作画監督）
- BEYBLADE X（2024年、作画監督・OP原画[注 1]）
- 魔王2099（2024年、原画）
- 神之塔 -Tower of God- 王子の帰還（2024年、原画）
- ネクロノミ子のコズミックホラーショウ （2025年、原画）

### 劇場アニメ
- ドラえもん のび太のパラレル西遊記（1988年、動画）
- ドラえもん のび太の日本誕生（1989年、動画）
- 名探偵コナン ハロウィンの花嫁 (2022年、作画監督補佐)
- 名探偵コナン 黒鉄の魚影 (2023年、作画監督補佐)
- 名探偵コナン 100万ドルの五稜星（2024年、作画監督補佐）

### OVA
- 艶母（2003年 - 2005年、キャラクターデザイン、作画監督）